# 向榮 (成化進士)
向榮（1441年—？），字至德，江西南昌府進賢縣人，民籍，明朝政治人物。進士出身。

## 生平
早年出身國子生，江西鄉試第八十一名。成化十一年（1475年）乙未科會試第二百九十八名，殿試登進士第三甲第九十三名。

## 家族
曾祖父向道隆。祖父向可銘。父亲向以節。